# Збройні сили України
Збро́йні Си́ли Украї́ни (абр. ЗСУ) — військове формування, на яке відповідно до Конституції України покладені завдання з оборони України, захист її суверенітету, територіальної цілісності та недоторканності. Структурно поділене на 3 види та 8 окремих родів військ/сил.
Збройні Сили України забезпечують стримування збройної агресії проти України та відсіч їй, охорону повітряного простору держави та підводного простору у межах територіального моря України, а також беруть участь у заходах, спрямованих на боротьбу з тероризмом.
З'єднання, військові частини та підрозділи Збройних Сил України є складовими Сил оборони України та відповідно до закону можуть залучати до здійснення заходів правового режиму воєнного й надзвичайного стану, боротьби з тероризмом і піратством, посилення охорони державного кордону, суверенних прав України в її виключній (морській) економічній зоні й континентального шельфу України та їхнього правового оформлення, протидії незаконним перевезенням зброї, наркотичних засобів і психотропних речовин, ліквідації надзвичайних ситуацій природного й техногенного характеру, надання військової допомоги іншим державам, а також брати участь у міжнародному військовому співробітництві, міжнародних антитерористичних, антипіратських та інших міжнародних операціях з підтримання миру і безпеки на підставі міжнародних договорів України та в порядку і на умовах, визначених законодавством України.
Лондонський Міжнародний інститут стратегічних досліджень у своєму виданні The Military Balance 2024 року зазначав, що Збройні Сили України налічували до 800 000 військовослужбовців, з яких 350 000 у Сухопутних військах, 20 000 у ВМС, 37 000 у Повітряних силах, 40 000 у Десантно-штурмових військах, невідома кількість у Силах спеціальних операцій та до 350 000 у Силах територіальної оборони. Сухопутні війська мають на озброєнні 858 танків, 1184 бойових машин піхоти, 622 бронетранспортери і 547 розвідувальних бронемашин, 1818 одиниць артилерії, 90 тактичних ракетних комплексів, 35 ударних і 23 багатоцільових гелікоптерів. Військово-морські сили мають на озброєнні 1 фрегат і 10 військових суден меншого класу. Українська авіація налічувала 71 винищувач, 14 бомбардувальників, 31 штурмовик, 29 транспортних літаків. Зенітні війська мали 250 комплексів С-300, 3 батареї MIM-104 Patriot, 1 батарею FSAF SAMP/T, 72 комплекси ЗРК «Бук», і деяку кількість С-125.

## Історія
Формування національних збройних сил в сучасному розумінні припадає на початок ХХ століття й збігається з формуванням сучасної української нації. В офіційній історіографії цей період позначається як «Українська революція» або «Перші визвольні змагання». Цей процес припав на кінець Першої світової війни та подальший розпад великих європейських імперій, які були сформовані протягом попередніх століть. Провісником цього процесу було формування національних військових формувань в складі Цісарської та Королівської армії Австро-Угорщини, а саме легіону Українських січових стрільців, основою для формування якого слугували українські парамілітарні організації Галичини: спортивно-пожежно-руханкове товариство «Січ», тіловиховне товариство «Сокіл» та національна скаутська організація «Пласт».
Після потрясінь Першої світової війни та на межі розпаду імперій українці здійснили чергову спробу відновлення державності. У рамках зростаючого розвалу в рядах Російської імператорської армії, розпочався процес формування національних частин. Після більшовицького перевороту цей процес одразу ж вилився у гібридну війну з Радянською та Білою Росією. Вже у ході неоголошеної війни було сформовано Армію Української Народної Республіки, проте її формування було перерване німецькою адміністрацією й продовжене в обмеженому вигляді після встановлення Гетьманату. За часів Української Держави Павла Скоропадського розбудову національних збройних сил було продовжено. Збройні сили Української Держави розбудовувалися з більш системним підходом аніж попередні спроби, хоча під час цього процесу використовувалися попередні напрацювання, проте також було допущено багато помилок. Врешті це вилилося в Антигетьманське повстання й переорієнтацію від Центральних держав, які програвали Першу світову війну на спробу порозуміння з Антантою, яка, в свою чергу, була схильна до підтримки Білогвардійського руху й «єдиної та неподільної» Російської імперії, як свого початкового союзника.
Одночасно з цими подіями, після падіння Російської імперії 1917 року, на українських землях утворилися численні військові угруповання, в тому числі загони Вільного козацтва, Українська Повстанська Армія батька Махна, більшовицьке Червоне козацтво. Останнє стало основою збройних сил маріонеткових УСРР, а після поразки Української Народної Республіки були включені до складу Червоної армії.
Після розвалу Австро-угорської імперії у 1918 році на захист Західноукраїнської Народної Республіки постала Українська Галицька Армія, основу якої склали підрозділи Українських Січових Стрільців колишньої австро-угорської армії.
У роки другої світової війни українці знов намагалися відродити незалежність і організували збройні загони і з'єднання, зокрема УПА, але всі вони були знищені радянською владою протягом декількох років після закінчення війни, а українці знов вимушені були служити у складі Радянської армії.

### Створення

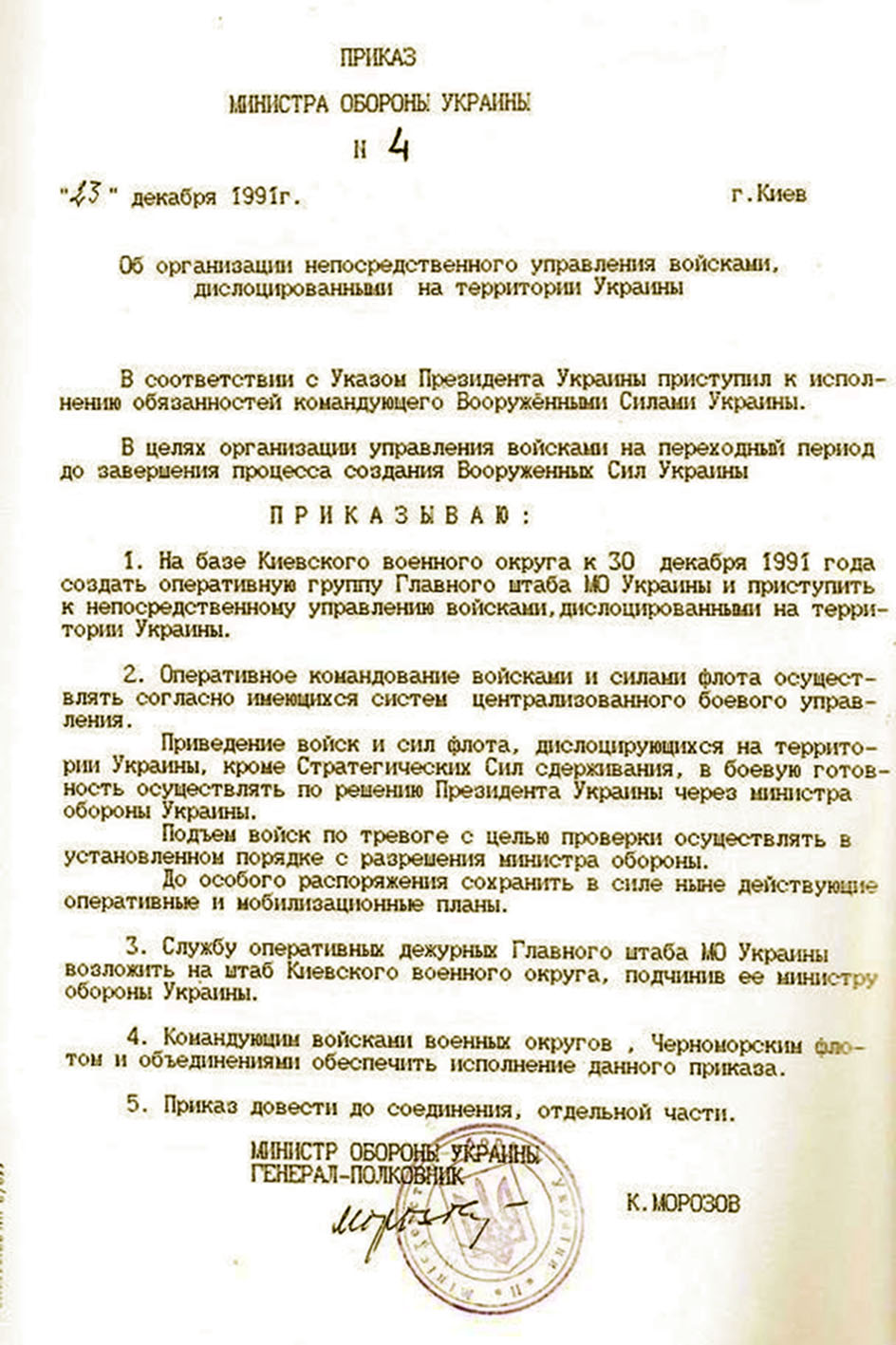
Наказ Міністра оборони України від 23 грудня 1991 року № 4 про створення Збройних сил України

Після проголошення 24 серпня 1991 року незалежності України, вона успадкувала від СРСР одне з найпотужніших угруповань військ у Європі, оснащене ядерною зброєю та відносно сучасними зразками озброєння та військової техніки.
24 серпня 1991 року Верховна Рада України ухвалила рішення про взяття під свою юрисдикцію усіх розташованих на українських теренах військових формувань Збройних сил колишнього СРСР, та про створення одного з ключових відомств — Міністерства оборони України. Отже, під юрисдикцію України перейшли: 14 мотострілецьких, 4 танкові, 3 артилерійські дивізії та 8 артилерійських бригад (9 293 танки і 11 346 бойових машин), 4 бригади спецпризначення, 9 бригад ППО, 7 полків бойових вертольотів, три повітряні армії (близько 1 500 бойових літаків) і окрема армія ППО. Стратегічні ядерні сили, дислоковані на території України, мали 176 міжконтинентальних балістичних ракет, що несли сумарно 1 272 ядерні боєголовки, а також близько 2 500 одиниць тактичної ядерної зброї. На час проголошення Україною незалежності чисельність військ в Україні нараховувала близько 980 тисяч осіб.
У стислі терміни Верховною Радою України був прийнятий пакет законодавчих актів стосовно воєнної сфери: Концепція оборони і будівництва Збройних Сил України, постанова № 1658-XII від 11 жовтня 1991 року «Про Раду оборони України», Закони України «Про оборону України», «Про Збройні Сили України», Воєнна доктрина України тощо.
В основу процесу створення власного війська були закладені політичні рішення керівництва України стосовно без'ядерного і позаблокового статусу держави. При цьому враховувалися також обмеження, пов'язані з ратифікацією договору «Про звичайні збройні сили в Європі» та виконанням Ташкентської угоди 1992 року, якою встановлювалися не тільки максимальні рівні озброєння для кожної держави колишнього СРСР, а й для так званого «флангового району». В Україні до нього входили Миколаївська, Херсонська, Запорізька області та Автономна Республіка Крим.
На 1991—1996 роки припадає реалізація ядерного роззброєння України. Воно є однією із найзначніших історичних подій, оскільки вперше в історії людства держава добровільно відмовилася від володіння ядерною зброєю. На 1 червня 1996 року на території України не залишилося жодного ядерного боєзаряду або боєприпасу.

#### Миротворчі місії
Збройні Сили України у 1990-х і 2000-х роках залучалися до виконання миротворчих місій у складі міжнародних контингентів під егідою ООН.
Український миротворчий контингент в Іраку був одним з найбільших з країн поза Альянсом, нараховуючи у 2003—2005 роках 1700 військовослужбовців, а до 2008 року загальна чисельність українських миротворців, що залучалися до місії, перевищила 5000 чоловік.

#### Скорочення армії та ліквідація озброєння
Станом на середину 2000-х арсенали України містили 760 000 тонн боєприпасів, з яких у 480 000 тонн збіг строк придатності. В рамках угод з ЄС та НАТО Україна реалізувала декілька програм з утилізації та знищення озброєння. Зокрема, в 2003 році у Донецьку було знищено 400 000 протипіхотних мін, а в червні 2006 року було підписано угоду про знищення 1000 одиниць ПЗРК, 1,5 млн одиниць стрілецької зброї та 133 000 тонн боєприпасів впродовж 10 років.
На 2013 рік чисельність української військової техніки суттєво скоротилася порівняно із 1993 роком. Так, кількість танків усіх типів скоротилася із 5700 до 1110 одиниць.

### Російська збройна агресія проти України (з 2014)

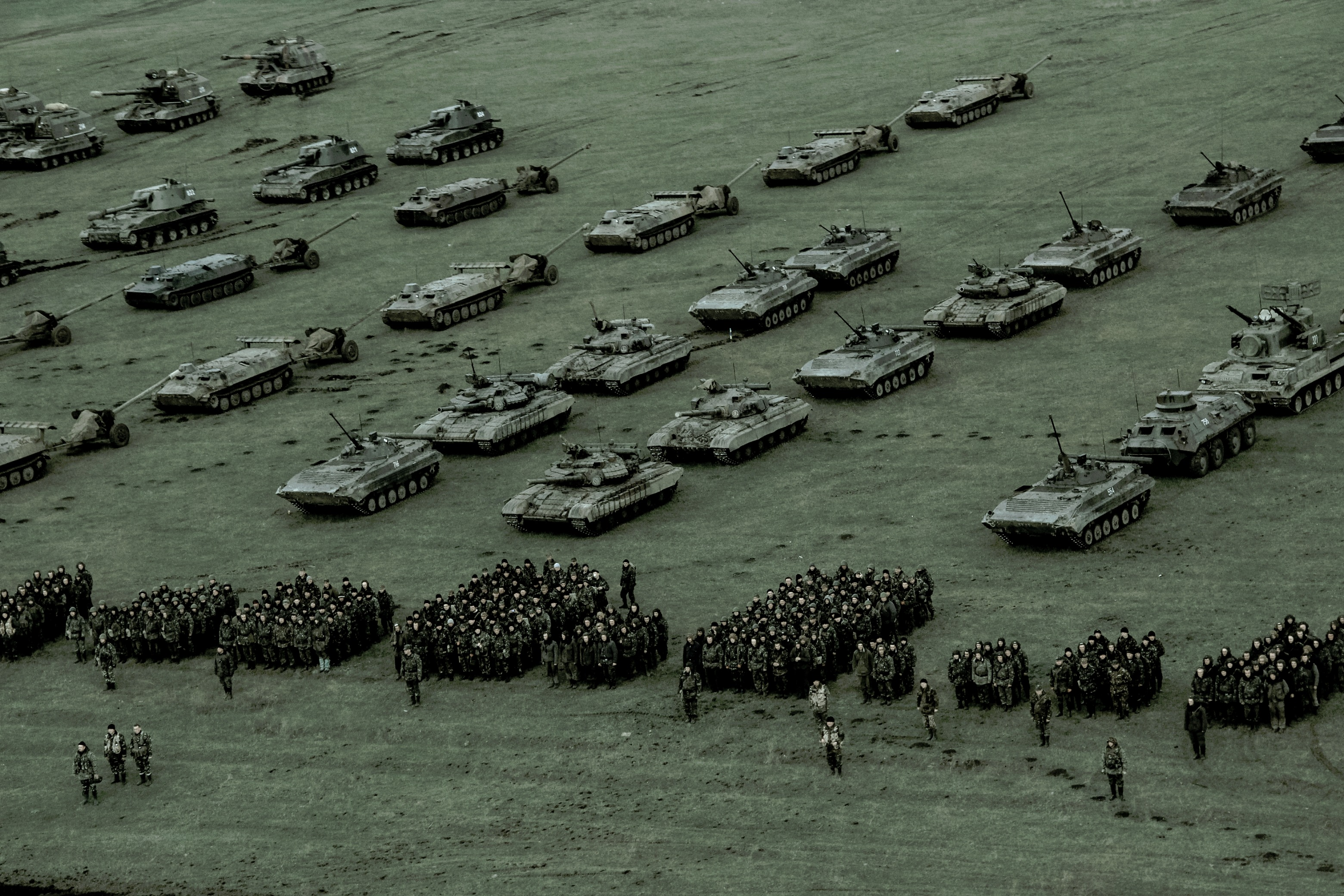
Злагодження 30 ОМБр на полігоні Широкий Лан. 13 квітня 2014

Після перемоги в Києві Євромайдану в лютому 2014 року, Росія розпочала військову агресію проти української держави. Першим її етапом стала інтервенція до Криму в кінці лютого 2014 року з одночасним початком масштабних російських військових навчань на українському кордоні. Військово-політичне керівництво держави практично було обезголовлено — колишній президент Віктор Янукович, міністр оборони Павло Лебедєв та ще низка ключових осіб, включно з очільником МВС, втекли до Росії. В умовах паралічу керівних органів та неготовності Збройних сил України виставити достатню кількість військ, РНБО на нараді 28 лютого 2014 року ухвалила рішення не вводити воєнний стан. Збройні Сили України за своїм призначенням щодо захисту територіальної цілісності та суверенітету держави не були застосовані. 1 березня командувачем Військово-морських сил України було призначено Дениса Березовського, а вже наступного дня він перейшов на російський бік. 18 березня Крим було анексовано Росією. До кінця березня 2014 року Україна втратила 85 % кораблів флоту та близько 50 % українських військових з Криму, що склали присягу окупанту. У двох інцидентах під час анексії російськими військами було вбито двох військовослужбовців Збройних сил: Сергія Кокуріна та Станіслава Карачевського.
Одночасно з подіями в Криму, Росія координувала проросійські виступи на материковій Україні — «російську весну», та розгорнула диверсійну діяльність. З метою не допустити подальшого просування Росії, наявні підрозділи Збройних Сил України почали розгортання поблизу Криму та на східних кордонах України — у Чернігівській, Сумській, Харківській, Луганській та Донецькій областях. 12 квітня російські диверсійні групи на чолі з офіцерами спецслужб Росії захопили ряд міст на Донеччині, що стало початком війни на сході України. Українська влада у відповідь оголосила про початок антитерористичної операції без введення воєнного стану із залученням Збройних Сил України.
В 2014 році вперше на посаду міністра оборони були призначені колишні офіцери правоохоронних органів — Валерій Гелетей (з 3 липня по 14 жовтня 2014) та Степан Полторак (з 14 жовтня по 29 серпня 2019).
Чинні на початок військової операції війська станом на осінь 2014 року зазнали серйозних втрат у техніці і у особовому складі. Президент Петро Порошенко зазначив, що частини, які брали участь у боях, втратили до 65 % техніки.

### Дерадянізація

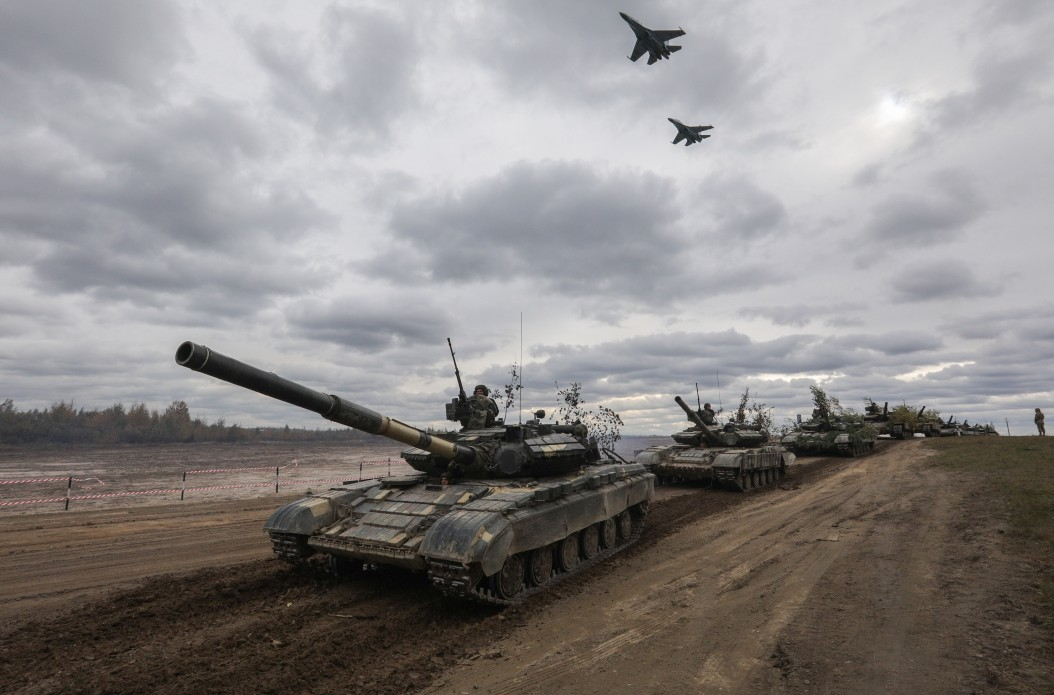
День захисника України, 14 жовтня 2017.

Період від 2015 характеризується створенням якісно нового війська — чисельність збільшено до 250 тисяч, збільшено бюджетне фінансування, переглянуто грошове забезпечення особового складу. У серпні 2015 року Олегу Мікацу, командувачу 169-го центру «Десна», а до того — 93-ї механізованої бригади, було присвоєне військове звання генерал-майора — він став першим українським генералом, який ніколи не служив в радянській армії. На початку 90-х під час відвідування військового містечка у Гончарівському, Левко Лук'яненко, автор «Акту проголошення незалежності України», дещо збентежив офіцерів зауваженням, мовляв, не варто тягнути в нове українське військо стару нумерацію, назви і символіку з Радянської Армії. Проте на той час така ідея не знайшла сприйняття серед армійців.
18 листопада 2015 року указом президента із повної назви військових частин, установ та органів ЗСУ були вилучені почесні найменування і державні нагороди часів СРСР.
6 вересня 2016 року президент Петро Порошенко виключив слово «гвардійське» у всіх відмінках з почесних найменувань військових підрозділів Збройних Сил України.
У Збройних силах розпочався процес пошуку почесних назв, що спираються на питомо українську військову історичну традицію. У 2016—2018 роках декілька бригад дістали почесні назви, зокрема 24-та бригада була названа на честь короля Данила, 72-га бригада дістала назву Чорних запорожців, а 93-тя бригада — Холодний яр. Станом на 2018 рік ще понад 10 військових частин були на різних стадіях розробки нової традиції.
До кінця 2018 року планується створення основних елементів автоматизованої системи управління військами. Певні елементи єдиної автоматизованої системи станом на лютий 2018 року вже застосовують, зокрема і в зоні бойових дій на Донбасі. У Центрі дослідження армії констатують: рівень автоматизації управління в ЗСУ не перевищує 30 %. Якнайшвидше запровадження єдиної автоматизованої системи управління військами здатне на 40 % «покращити реагування на військові атаки» і зменшити втрати особового складу.
25 квітня 2018 року Начальник Генерального штабу — Головнокомандувач ЗС України Віктор Муженко підписав наказ від 25.04.2018 № 166, яким затвердив Програму заходів щодо відновлення та впровадження національних бойових традицій у Збройних Силах України.
28 червня 2018 року Начальник Генерального штабу — Головнокомандувач ЗС України Віктор Муженко підписав наказ від 28.06.2018 № 240, який чітко регламентує виконання командирами (начальниками) всіх рівнів Закону України «Про засудження комуністичного та націонал-соціалістичного (нацистського) тоталітарних режимів в Україні та заборону їхньої символіки».

### Розбудова інфраструктури

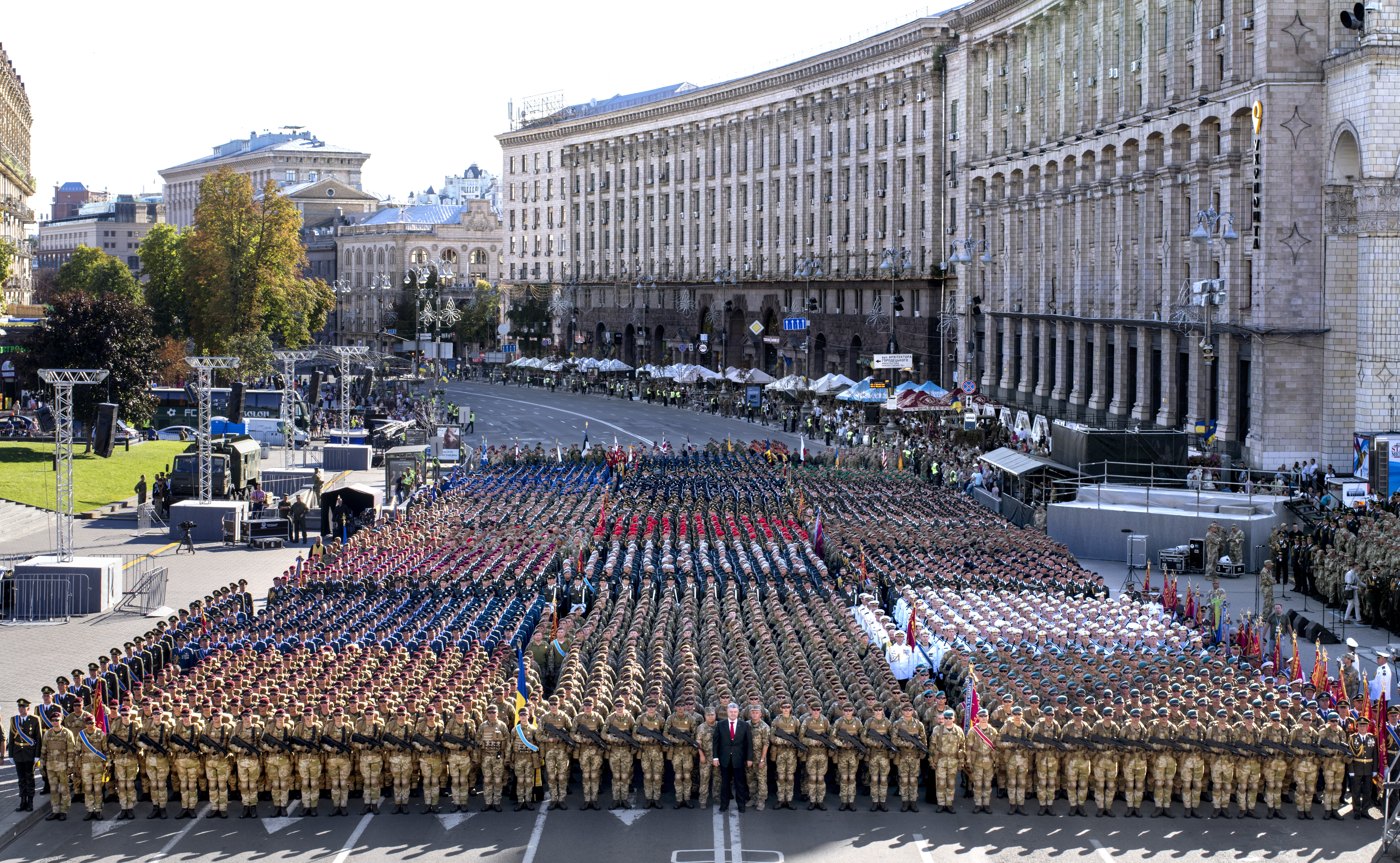
Коробки військовиків, Петро Порошенко, Віктор Муженко і Степан Полторак. Підготовка до параду, 22 серпня 2018.

У липні 2018 року одночасно у різних областях та гарнізонах триває реалізація найбільш масштабного проєкту будівництва гуртожитків для військовослужбовців-контрактників за всю історію ЗСУ, якій сам по собі є лише частиною проєкту забезпечення військових штатно-посадовим житлом. Гуртожиток для рядового складу блокового типу, розрахований на 125 осіб, по п'ять у кімнаті. У кожному блоці свій санвузол, душова, а на поверсі — кухня та пральня. Також передбачене автономне опалення.
У жовтні 2018 року групою архітекторів в інтересах Збройних Сил України розроблено проєкт нових будинків зі смарт-квартирами для сержантського складу ЗС. Після реалізації проєкту, сержантський склад Збройних Сил України буде забезпечений житлом, причому кожен сержант матиме власну міні квартиру. Одні з перших будинків за даним проєктом планують побудувати у селищі Клугино-Башкирівка під Чугуєвом.
У 2019 році планують побудувати 34 таких будинки для різних військових частин, які планується ввести в експлуатацію у 2020 році.
Після Парламентських виборів в Україні 2019 року Окружний адміністративний суд Києва визнав недійсним наказ Міністерства оборони, який передбачає проведення реформи харчування в Збройних Силах України. 2 серпня 2019 Суддя Окружного адмінсуду Києва Альона Мазур залишила в силі рішення суду, яким призупинено дію наказу Міноборони про перехід на нову систему харчування. Як наслідок, переходу на нову систему харчування в 2019 році вже не відбудеться.
31 серпня 2019 року секретаріат штаб-квартири НАТО з консультацій, командування та управління (СЗВ) включив Україну до переліку держав, які використовують програмне забезпечення LOGFAS.
У листопаді 2019 року стало відомо про скорочення програми будівництва штатно-посадового житла, перепризначення житла передбаченого для сержантського складу, будівництво якого все ж розпочалося, на молодший офіцерський склад.
У липні 2021 року відбулася масштабна зміна командування ЗСУ. Були призначені новий Головнокомандувач — Валерій Залужний, начальник Генштабу — Сергій Шаптала, командувач ДШВ — Максим Миргородський, командувач Об'єднаних сил — Олександр Павлюк, а також командувачі оперативних командувань «Захід», «Схід» і «Південь».

### Російське вторгнення 2022 року
16 вересня 2024 року Президент України підписав закон про включення Сили безпілотних систем Збройних сил України як окремого роду сил до ЗСУ.
У лютому 2024 року знову відбулась масштабна зміна командування ЗСУ. Президент України призначив нового Головнокомандувача — Олександра Сирського, начальника Генштабу — Анатолія Баргилевича, командувача Сухопутних військ — Олександра Павлюка, командувача ДШВ — Ігоря Скибюка, командувача Об'єднаних сил — Юрія Содоля, командувача сил територіальної оборони — Ігоря Плахуту.
Станом на початок 2025 року організація ЗСУ виглядала так: «батальйони-бригади-тактичні групи-ОТУВ-ОСУВ». Тривало обговорення переходу на корпусну систему, яка мала ліквідувати тимчасові органи оперативно-тактичних і оперативно-стратегічних угруповань військ (ОТУВ і ОСУВ). Хоча в ЗСУ вже були 3 корпуси, але їхня проблема полягала у тому, що вони не воювали як єдине зʼєднання: бригади у їхньому складі були розкидані по всій лінії фронту і не перебували під єдиним командуванням.

## Управління
Верховним Головнокомандувачем Збройних Сил України є Президент України. Він, згідно зі статтею 106 Конституції України, призначає на посади і звільняє з посад вище командування Збройних Сил України, інших військових формувань; здійснює керівництво у сферах національної безпеки та оборони держави.
Безпосереднє військове керівництво Збройними силами України в мирний та воєнний час здійснює Головнокомандувач Збройних Сил України. Головнокомандувачем Збройних Сил України є за посадою начальник Генерального штабу Збройних Сил України, якого призначає і звільняє в установленому порядку Президент України. Адміністративне та військово-політичне керівництво Збройними силами України здійснює Міністр оборони України.
Міністерство оборони України, у підпорядкуванні якого перебувають Збройні сили України, бере участь у реалізації державної політики з питань оборони і військового будівництва, координує діяльність державних органів та органів місцевого самоврядування з підготовки держави до оборони. Це міністерство також має аналізувати військово-політичну обстановку, визначати рівень воєнної загрози національній безпеці України, забезпечувати функціонування Збройних сил і їх готовність до виконання покладених на них функцій і завдань тощо.

### Головнокомандувачі Збройних сил України
- 28.02—03.07.2014: генерал-лейтенант Куцин Михайло Миколайович
- 03.07.2014—21.05.2019: генерал армії Муженко Віктор Миколайович
- 21.05.2019—27.07.2021: генерал-полковник Хомчак Руслан Борисович
- 27.07.2021—08.02.2024: генерал Залужний Валерій Федорович
- з 08.02.2024: генерал Сирський Олександр Станіславович

## Військовий бюджет
Військовий бюджет України — це сукупність витрат державного бюджету України, призначених для утримання та забезпечення збройних сил України.

## Комплектування і чисельність
Чисельність Збройних Сил України затверджується Верховною Радою України за поданням Президента України.
Українська армія комплектується за рахунок призову на строкову та договірну службу чоловіків від 18 років. Граничний вік перебування на військовій службі осіб рядового, сержантського та старшинського складу — 45 років.
Восени 2013 року передбачалося здійснити крайній призов на строкову військову службу і перехід вітчизняного війська на комплектування за контрактом. У квітні 2014 року Верховна Рада України рекомендувала в. о. Президента України Олександрові Турчинову відновити призов до армії. 1 травня 2014 року в. о. Президента України підписав указ про заходи щодо підвищення обороноздатності держави, яким відновлено призов у 2014 році.
У 2019 році під час весняного призову на строкову військову службу було закликано і направлено у війська 17 370 осіб.
24 серпня 2015 року, Президент України Петро Порошенко під час урочистостей з нагоди 24-ї річниці Незалежності України у Києві зазначив, що «…210 тисяч людей прийшли на військову службу за шість черг мобілізації. З них 35 тисяч, тобто кожний шостий, — добровольці».
7 березня 2017 року президент Порошенко повідомив, що в Збройних Силах України проходять військову службу і працюють 54 тисячі жінок, з них понад 20 тисяч є військовослужбовцями; і додав, що лише з початку року на контрактну службу вступили більше двох тисяч жінок. Стільки ж жінок мають статус учасників бойових дій. Також, за його словами, головною рисою української армії стала успішна гендерна політика, і завдяки нормативним змінам вже більше 100 жінок обіймають військові посади.
В червні 2017 року вперше було проведено призов 1000 офіцерів запасу. Основна частина призваних офіцерів запасу мала спеціальності військового зв'язку, експлуатації і ремонту військової техніки, морально-психологічного забезпечення.
Станом на 3 жовтня 2017 року, згідно з доповіддю генерал-лейтенанта Артура Артеменка, чисельність Збройних Сил України наблизилась до визначеного законодавством граничного ліміту — 250 тис. осіб. Також було зазначено про можливість проведення додаткового призову 500 офіцерів запасу.
У виступі перед слухачами та викладацьким складом Національного університету оборони України 3 жовтня 2017 року начальник Генерального штабу — Головнокомандувач Збройних Сил України генерал армії України Віктор Муженко заявив, що Генштаб готує пропозиції до Закону України «Про чисельність Збройних Сил України» у зв'язку з тим, що потребується збільшення чисельності ЗСУ для забезпечення належної охорони складів, баз та арсеналів озброєння. Планується заміни ВОХР батальйонами охорони та забезпечення, до складу яких входитимуть як підрозділи охорони, так і такелажні підрозділи та підрозділи механізації. Для укомплектування військових частин та охорони арсеналів МО пропонує збільшити чисельність Збройних Сил України на 10-20 тисяч військових.
На початок лютого 2018 року чисельність ЗСУ сягнула 255 тис. осіб.
| Дата        | Чисельність       | В тому числі військовослужбовців | В тому числі цивільних | Посилання                   |
| ----------- | ----------------- | -------------------------------- | ---------------------- | --------------------------- |
| 1991        | 900 000           | 780 000                          | 120 000                | [ 10 ]                      |
| 1992        | 700 000           |                                  |                        | [ 64 ]                      |
| 1995        | 400 000           |                                  |                        | [ 64 ]                      |
| 2001        | 400 000           | 310 000                          | 90 000                 | [ 65 ]                      |
| 2002        | 394 750           | 307 500                          | 87 250                 | [ 65 ]                      |
| 2003        | 390 000           | 305 000                          | 85 000                 | [ 65 ]                      |
| 2004        | 285 000           | 210 000                          | 75 000                 | [ 65 ]                      |
| кінець 2005 | 245 000           | 180 000                          | 65 000                 | [ 66 ]                      |
| кінець 2006 | 221 000           | 165 000                          | 56 000                 | [ 66 ]                      |
| кінець 2007 | 200 000           | 152 000                          | 48 000                 | [ 66 ]                      |
| кінець 2008 | 191 000           | 148 000                          | 43 000                 | [ 66 ]                      |
| кінець 2010 | 200 000           | 150 000                          | 50 000                 | [ 67 ]                      |
| кінець 2011 | 192 000           | 144 000                          | 48 000                 | [ 67 ]                      |
| кінець 2012 | 184 000           | 139 000                          | 45 000                 | [ 67 ]                      |
| кінець 2013 | 165 500           | 120 900                          | 44 600                 | [ 67 ]                      |
| кінець 2014 | 182 000           |                                  |                        | [ 68 ]                      |
| 2015        | 280 000 (250 000) | (204 000)                        | (46 000)               | [ 68 ] [ 69 ] [ 70 ] [ 71 ] |
| 2016        | 380 000           |                                  |                        | [ 72 ]                      |
| 2017        | 250 000           |                                  |                        |                             |
| 2018        | 255 000           |                                  |                        | [ 63 ]                      |
| 2019        | 250 000           |                                  |                        | [ 73 ]                      |
| 2020        | 246 160           | (193 800)                        | (52 360)               | [ 74 ]                      |
| 2021        | 261 000           | (215 000)                        |                        | [ 75 ]                      |
| 2022        | 700 000 (361 000) | (215 000)                        |                        | [ 76 ]                      |
| 2023        | 700 000 (361 000) | (215 000)                        |                        | [ 76 ]                      |
| 2024        | 880 000 (361 000) | (215 000)                        |                        | [ 77 ]                      |

Після підписання указу про територіальну оборону в 2021 році чисельність ЗСУ встановлювалась на рівні 261 тисяча персоналу. 1 лютого 2022 року було підписано Указ Президента про збільшення чисельності ЗСУ ще на 100 тисяч осіб. Таким чином чисельність ЗСУ мирного часу визначена у кількості 361 тисяча осіб.
Станом на початок 2023 року, у Збройних Силах України проходить військову службу 42 тис. жінок, 5 тис. з яких — на передовій.

### Комплектування ЗСУ іноземцями та особами без громадянства
17 вересня 2024 року Верховна Рада України в першому читанні ухвалила законопроєкт «Про внесення змін до деяких законів України щодо порядку проходження військової служби за контрактом іноземцями та особами без громадянства у Збройних Силах України, Державній спеціальній службі транспорту та Національній гвардії України» (№ 12023), який передбачає створення Центру рекрутингу іноземців для служби в Збройних Силах України. Цей крок є частиною стратегії із залучення міжнародних фахівців до оборонних структур країни. В Центрі рекрутингу іноземців для служби в Збройних Силах України передбачається проведення заходів спеціальної перевірки іноземців, під час якого будуть з'ясовуватися наступні питання:
- законність їх перебування на території України;
- факти притягнення до адміністративної та кримінальної відповідальності згідно із законодавством України;
- ознаки зв'язків такої особи з розвідувально-підривною діяльністю іноземних держав проти України;
- інші обставини, що можуть перешкоджати прийняттю такої особи на військову службу за контрактом.

## Склад

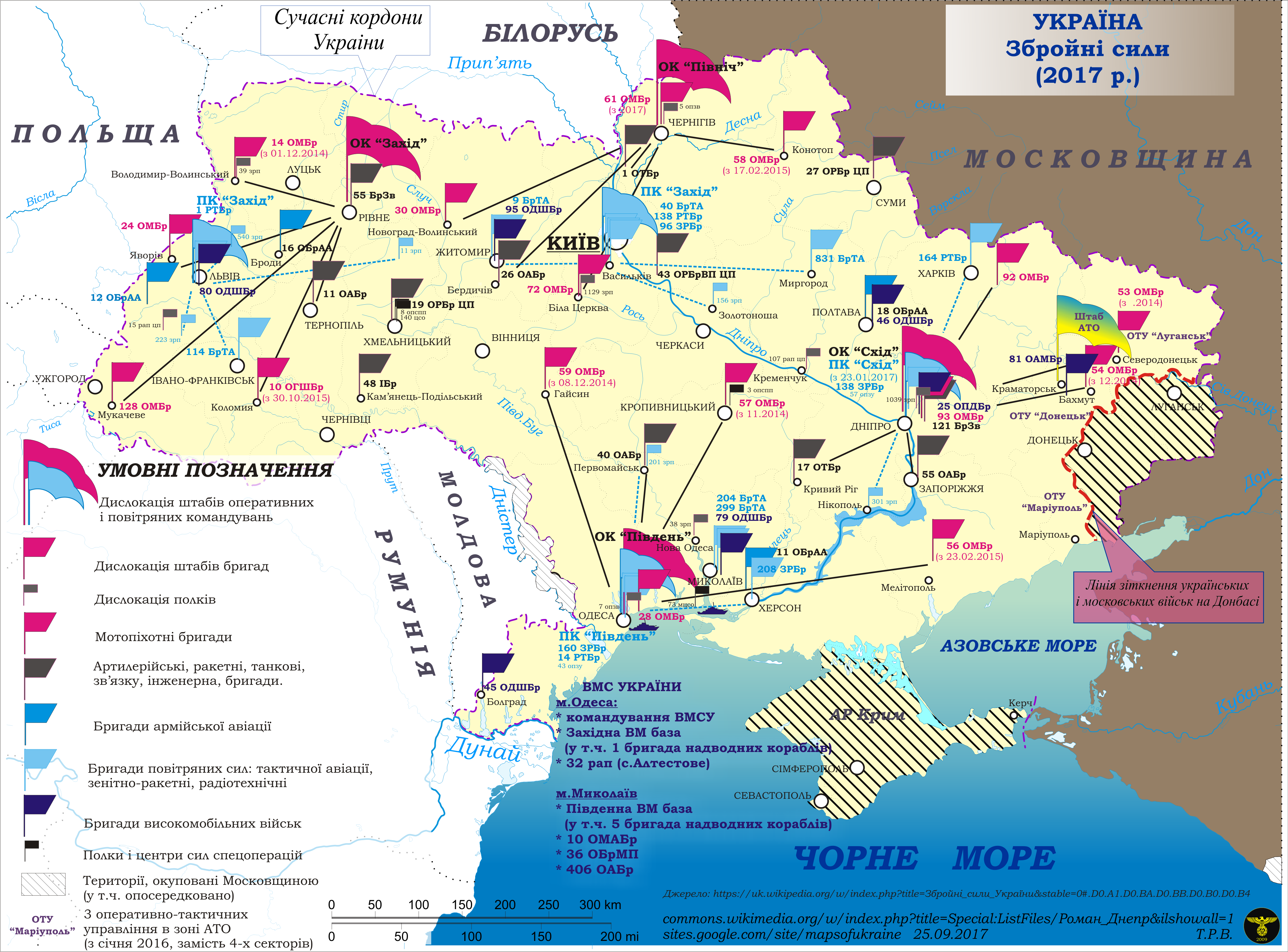
Розташування з'єднань ЗСУ на 2017 р.

Військове управління Збройними силами здійснює Генеральний штаб.
Організаційно, Збройні сили України складаються з органів військового управління, з'єднань, військових частин, військових навчальних закладів, установ та організацій. До складу Збройних Сил України належать також об'єднання, з'єднання, військові частини, військові навчальні заклади, установи та організації, що не належать до зазначених вище видів.
До складу Збройних Сил України входять:
- Сухопутні війська
- Повітряні сили
- Військово-морські сили
- Сили спеціальних операцій
- Десантно-штурмові війська
- Сили безпілотних систем
- Інші підрозділи допоміжного характеру

### Сухопутні війська

Прапор Сухопутних сил

Сухопутні війська України були сформовані у складі Збройних Сил України на підставі Указу Президента України відповідно до Закону України «Про Збройні Сили України» у 1996 році.
Сухопутні війська Збройних сил України мають таку організаційно-штатну структуру:
- Оперативне командування «Північ»;
- Оперативне командування «Південь»;
- Оперативне командування «Схід»;
- Оперативне командування «Захід»;
- частини безпосереднього підпорядкування Президенту України;
- частини безпосереднього підпорядкування Генеральному штабу Збройних Сил України.

Міністр оборони Степан Полторак заявив про плани створення 4 оперативних командувань по територіальному принципу замість 2 та одинадцяти бригад, чотирьох полків, вісімнадцяти батальйонів, шістнадцяти окремих рот та тринадцяти взводів різного призначення.
Сухопутні війська Збройних сил України є головним носієм бойової могутності Збройних Сил незалежної України. Станом на 2013 рік, наземні війська налічували 49 100 особового складу, 683 танки, 1965 бойових броньованих машин, 72 бойові вертольоти та 379 артилерійських систем калібром більше 100 міліметрів (8 механізованих бригад, 2 танкові бригади, 3 артилерійські бригади, 1 ракетна бригада, а також інші частини забезпечення та підтримки). За своїм призначенням та обсягом покладених на них завдань, вони відіграють вирішальну роль у виконанні Збройними силами України своїх функцій як у мирний, так і воєнний час.

#### Механізовані та танкові війська
Механізовані і танкові війська, що становлять основу Сухопутних військ, виконують завдання щодо утримання зайнятих районів, рубежів і позицій, відбиття ударів противника, прориву оборони противника, розгрому його військ, захоплення важливих районів, рубежів і об'єктів, діють у складі морських та повітряних десантів. У спадок від СРСР українські Сухопутні війська отримали потужний арсенал, зокрема, сучасні зразки бронетанкової техніки. Після проголошення незалежності, на вітчизняному підприємстві ХКБМ танки Т-64 було модернізовано до рівня Т-64БМ «Булат», а на базі Т-80 було створено новий український танк Т-84 «Оплот».
Чисельність сухопутних військ ЗСУ за 2014—2016 роки зросла на 120 тисяч осіб; За цей час сформували 12 бригад, 8 полків. Чисельність сухопутних військ на 12.12.2016 становить майже 169 тисяч, а було 49 тисяч — заявив міністр оборони Степан Полторак.

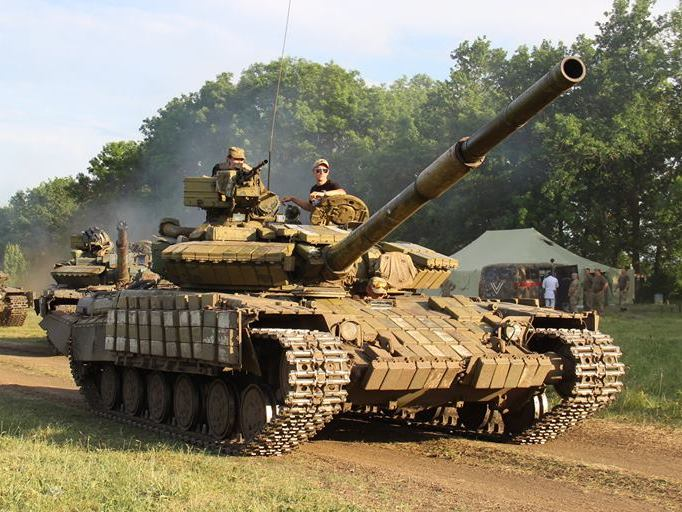
Танк Т-64БВ
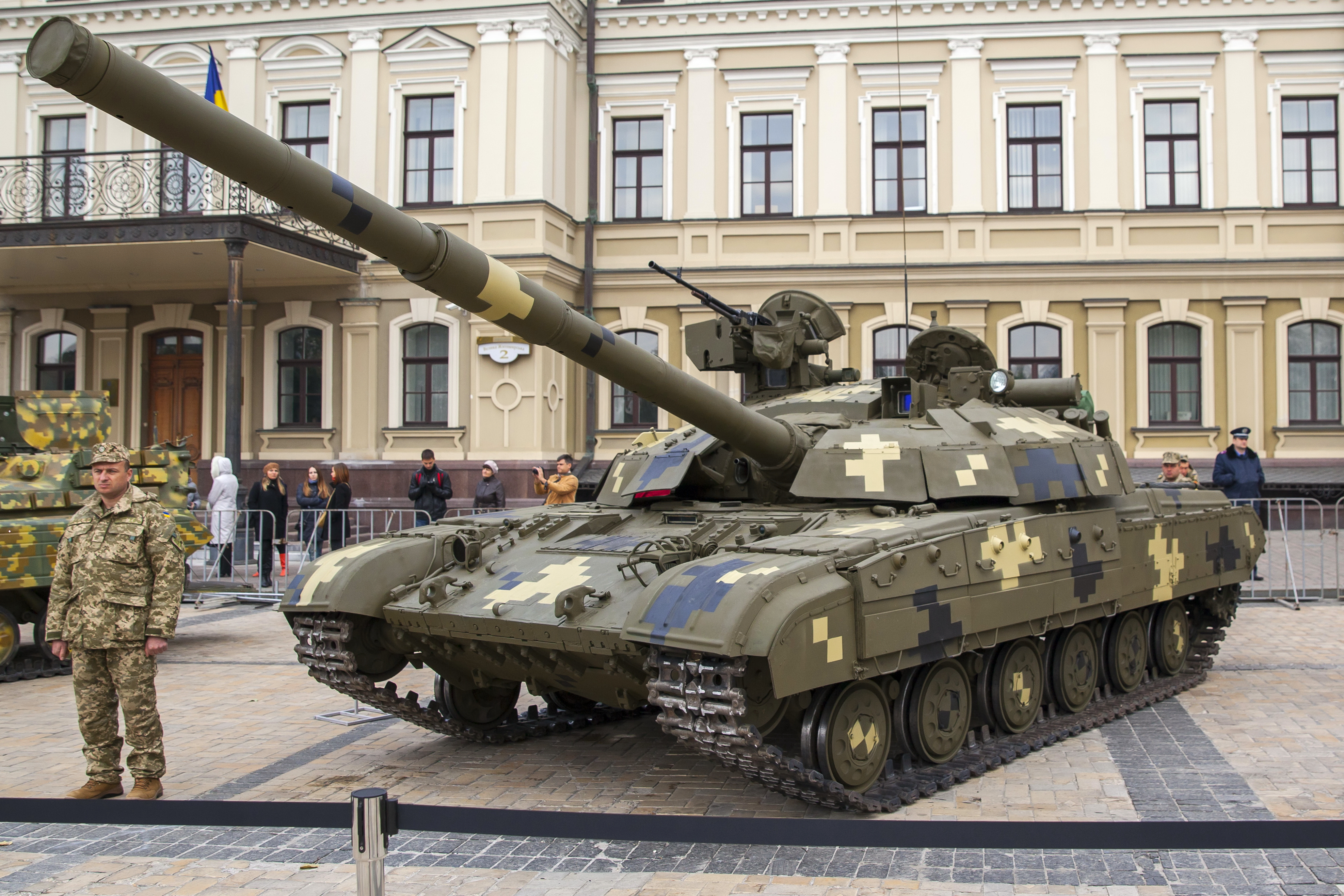
Танк БМ «Булат»
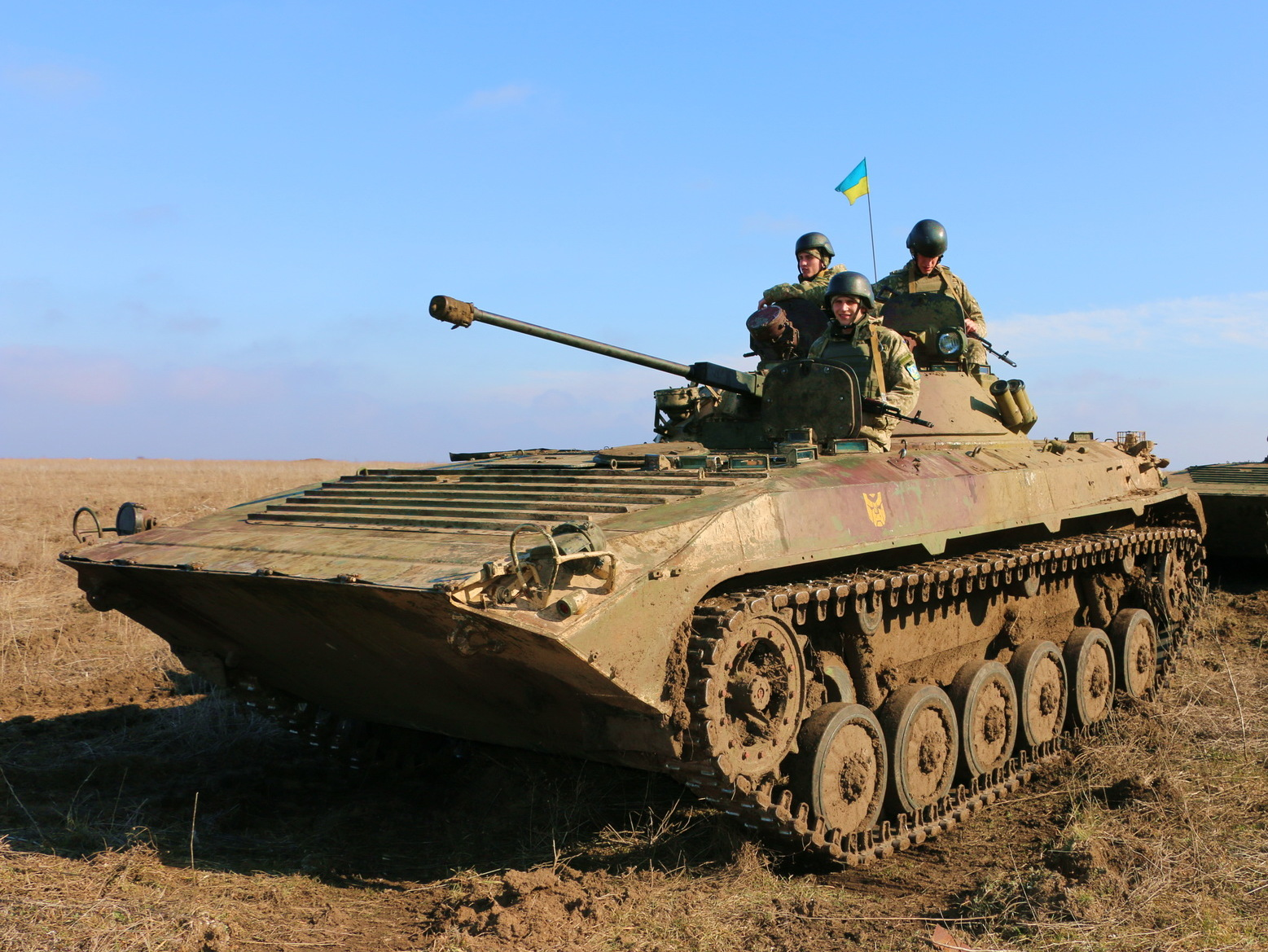
Бойова машина піхоти БМП-2
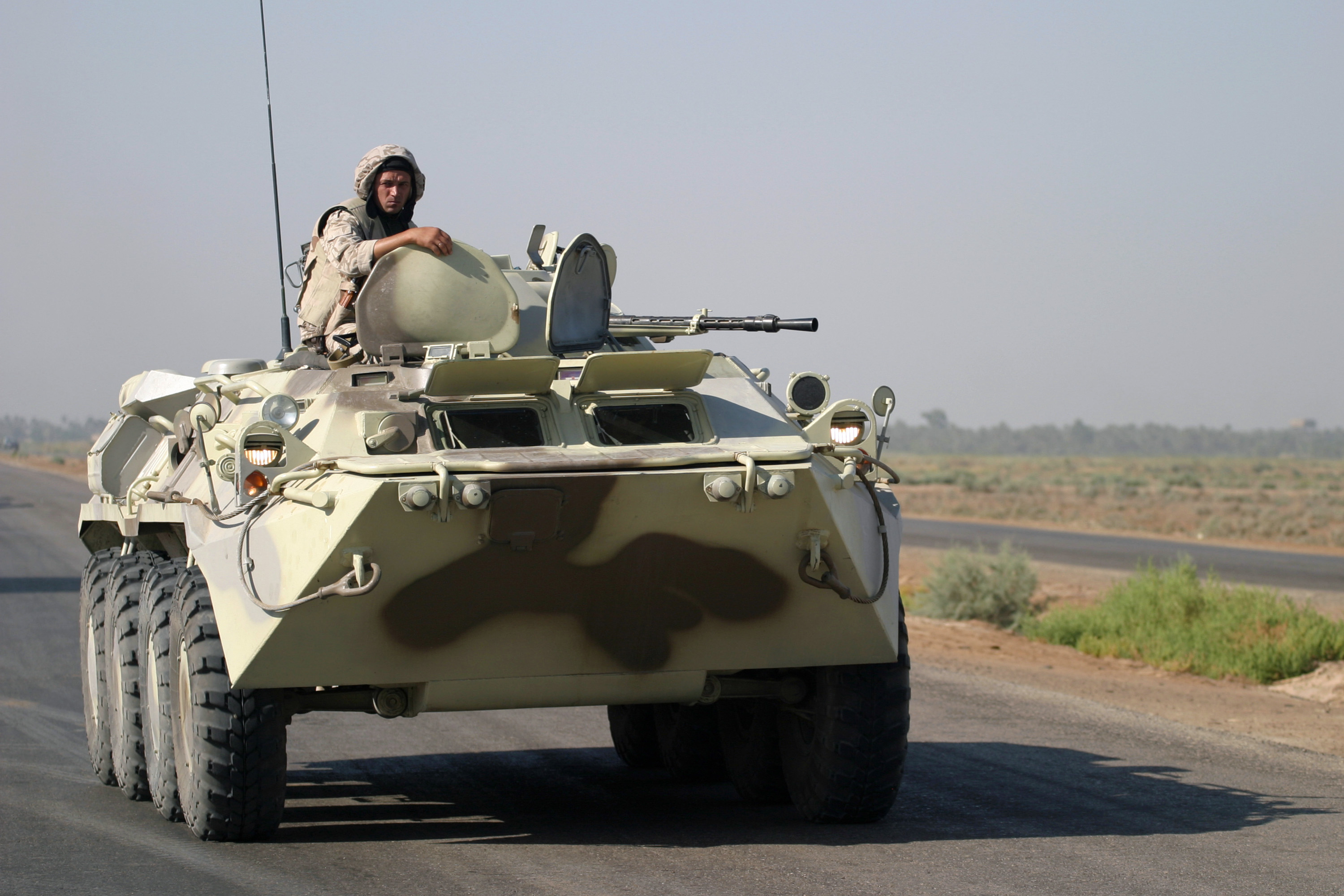
Бронетранспортер БТР-80

#### Ракетні війська та артилерія
Ракетні війська та артилерія Сухопутних військ складаються із з'єднань оперативно-тактичних і тактичних ракет, з'єднань і частин гаубичної, гарматної, реактивної та протитанкової артилерії, артилерійської розвідки, мінометних підрозділів та підрозділів протитанкових керованих ракет. Вони призначені для ураження живої сили, танків, артилерії, протитанкових засобів противника, авіації, об'єктів ППО та інших важливих об'єктів при веденні загальновійськової операції (бою). За умови відсутності в України ядерної зброї, ракетні війська та артилерія є найпотужнішою ударною силою в складі Збройних сил. Сучасні артилерійські з'єднання, що перебувають у складі української армії, здатні швидко передислоковуватися та завдавати ударів по супротивнику за будь-яких погодних умов та в будь-який час доби.
|                   |
| РСЗВ 9К58 «Смерч» |

|                    |
| РСЗВ 9К57 «Ураган» |

|            |
| САУ Мста-С |

|                    |
| САУ 2С1 «Гвоздика» |

#### Армійська авіація
Армійська авіація є найбільш маневровим родом Сухопутних військ, призначеним для виконання завдань у різноманітних умовах загальновійськового бою. Частини і підрозділи армійської авіації ведуть розвідку, знищують бойову техніку та живу силу противника, здійснюють вогневу підтримку під час наступу чи контратаки, висаджують тактичні десанти, доставляють у вказані райони бойову техніку та особовий склад, виконують інші важливі завдання.
|      |
| Мі-8 |

|       |
| Мі-24 |

#### Спеціальні війська
Спеціальні війська призначені для забезпечення бойової діяльності військ, що виконують вузькоспеціалізовані функції, та мають на озброєнні спеціально призначену для цього бойову та іншу техніку. До складу спеціальних військ входять:
- інженерні війська, що призначені для інженерного забезпечення бойових дій з'єднань і частин родів військ;
- війська радіаційного, хімічного і бактеріологічного захисту призначені для забезпечення радіаційного, хімічного та біологічного захисту, а також аерозольного маскування бойових дій збройних сил;
- війська зв'язку, що необхідні для забезпечення зв'язку і управління військами;
- війська радіоелектронної боротьби, що призначені для забезпечення заходів із завоювання панування в ефірі, захисту своїх стратегічних систем управління військами і зброєю від навмисних перешкод противника, а також порушення роботи систем управління військами противника, зниження ефективності застосування його бойових засобів шляхом поширення радіоелектронних перешкод.

### Повітряні сили

Прапор Повітряних сил

Повітряні сили Збройних Сил України — один з головних носіїв бойового потенціалу Збройних Сил України. Цей високоманеврений вид Збройних сил призначений для охорони та оборони повітряного простору держави, особливо важливих та стратегічних державних об'єктів, ураження з повітря об'єктів противника, авіаційної підтримки своїх військ (сил), висадки повітряних десантів, повітряного перевезення військ і матеріальних засобів та ведення повітряної розвідки.
Станом на 2013 рік, у складі Повітряних сил перебувало 36 300 осіб, 160 бойових та 27 транспортних літаків.

#### Бомбардувальна авіація
Бомбардувальна авіація є основним ударним засобом Повітряних сил і призначена для ураження та знищення угрупувань військ, авіації, флоту, зруйнування важливих воєнних, військово-промислових, енергетичних об'єктів у стратегічній і оперативній глибині за будь-яких погодних умов як вдень, так і вночі. На озброєнні має літаки Су-24М.

#### Штурмова авіація
Штурмова авіація є засобом авіаційної підтримки військ і призначена для ураження та знищення військ, наземних (морських) об'єктів переважно на передньому краї у тактичній глибині, забезпечення безпосередньої підтримки бойових дій Сухопутних військ, Військово-морських сил та Повітряних сил. На озброєнні стоять літаки Су-25.

#### Винищувальна авіація
Винищувальна авіація є одним з основних засобів боротьби з повітряним противником і призначена для ураження повітряних цілей (літаків, гелікоптерів, крилатих ракет), а також ураження наземних (морських) об'єктів, тобто завоювання переваги в повітрі, захисту території країни та забезпечення бойових дій інших родів авіації. На озброєнні має літаки Су-27 та МіГ-29.

#### Військово-транспортна авіація
Військово-транспортна авіація призначена для перекидання та десантування аеромобільних й повітряно-десантних підрозділів, повітряних перевезень військ і бойової техніки, доправлення вантажів чи інших матеріальних засобів повітрям, евакуації поранених тощо. Має на озброєнні літаки Іл-76МД, Ан-70, Ан-24, Ан-26, вертольоти Мі-8МТ.

#### Розвідувальна авіація
Розвідувальна авіація призначена для ведення повітряної розвідки місцевості, погоди, наземних та морських об'єктів в оперативній та тактичній глибинах для забезпечення дій усіх видів Збройних сил. На озброєнні має два типи літаків (розвідувальні Су-24MP та аерофотознімань Ан-30) та безпілотні засоби.
|       |
| Су-25 |

|       |
| Ан-26 |

|       |
| Іл-76 |

|       |
| Ан-70 |

#### Протиповітряна оборона
Протиповітряна оборона призначена для прикриття військ від ударів противника з повітря у всіх видах бойових дій, при перегрупуванні та розташуванні їх на місці. Сили протиповітряної оборони включають зенітно-ракетні комплекси, сотні ракет різної дальності, винищувальну авіацію, радіотехнічні війська, також сюди входять підрозділи радіоелектронної боротьби і спеціальні війська.
Станом на 2010 рік, зенітно-ракетні комплекси з радіусом враження до кількох сотень кілометрів створювали пересічні між собою зони і повністю захищали територію країни. Проте 30 жовтня 2014 року Україна відмовилась від єдиного комплексу дальньої дії С-200 через його моральну та фізичну застарілість. На озброєнні лишились зенітно-ракетні комплекси меншого радіуса дії, що покривають окремі міста, промислові і стратегічні об'єкти — «Бук», «Оса», С-300 та С-300В.
|                                 |
| Зенітно-ракетний комплекс «Оса» |

|                |
| ЗСУ «Тунгуска» |

|                                 |
| Зенітно-ракетний комплекс С-300 |

### Військово-морські сили

Прапор Військово-морських сил

Військово-Морські Сили Збройних Сил України призначені для захисту суверенітету і державних інтересів України на морі, розгрому угруповань флоту противника в своїй операційній зоні самостійно та у взаємодії з іншими видами Збройних Сил України, сприяння Сухопутним військам Збройних Сил України на приморському напрямку. Операційна зона Військово-морських сил України включає акваторії Чорного і Азовського морів, річок Дунай, Дністер, Дніпро, а також інші райони морів, які визначаються інтересами держави.
Станом на 2013 рік, чисельність Військово-Морських Сил Збройних сил України становила 14 700 осіб, в їх складі перебувало 22 бойових кораблів та катерів, 11 протичовнових літаків та гелікоптерів, 40 танків, 199 бойових броньованих машин та 54 артилерійських систем калібром більше 100 міліметрів.
В результаті російського вторгнення 2014 року Військово-Морські Сили Збройних Сил України втратили основну частину бойових кораблів та значну частину особового складу. Також втрачені об'єкти військової інфраструктури, що перебували на території тимчасово окупованої Автономної Республіки Крим.
За своїм функціональним призначенням Військово-Морські Сили Збройних Сил України розподілені на морський компонент Об'єднаних сил швидкого реагування та Основних сил оборони Збройних Сил України, які, в свою чергу, мають відповідні корабельні, авіаційні та берегові складові. Головна база Військово-морських сил — м. Одеса, де знаходиться академія Військово-морських сил.

#### Надводні сили
Надводні сили призначені для пошуку та знищення корабельних угруповань і підводних човнів противника, захисту пунктів базування і морських комунікацій, постановки мінних та сіткових загороджень, порушення морських комунікацій противника, участі у вогневій підтримці Сухопутних військ на узбережжі, забезпечення висадки морських десантів, ведення розвідки та радіоелектронної боротьби, пошуку та рятування екіпажів літальних апаратів, надводних суден, підводних човнів, які зазнали аварії.

#### Морська піхота
Морська піхота України — передовий загін сил висадки, призначений для дій у складі тактичних і оперативно-тактичних десантів, а також оборони пунктів базування Військово-морських сил, островів, ділянок узбережжя, портів, аеродромів та інших важливих об'єктів.

#### Морська авіація
Морська авіація є тактичним з'єднанням, організаційно зведеним у морську авіаційну групу, що має на озброєнні літаки та вертольоти наземного і корабельного базування і включає: протичовнову, транспортну та пошуково-рятувальну авіацію.

#### Берегові ракетно-артилерійські війська
Берегові ракетно-артилерійські війська мають стаціонарні рухомі ракетні і артилерійські комплекси оперативно-тактичного та тактичного призначення. Головним завданням цих військ є ураження надводних кораблів, десантних загонів, конвоїв і суден противника.
|                              |
| Фрегат «Гетьман Сагайдачний» |

|                    |
| Катер «Слов'янськ» |

|                      |
| ДК «Юрій Олефіренко» |

|                        |
| БТР-80 морської піхоти |

### Сили спеціальних операцій
Сили спеціальних операцій Збройних Сил України (ССО ЗС України) — підрозділи спеціально навчених фахівців, які мають спеціальні можливості у сферах розвідки, прямих акцій та військової підтримки для виконання складних, небезпечних, інколи політично чутливих операцій, що проводить командування ССО.
Органи військового управління та військові частини розвідки, Сил спеціальних операцій Збройних Сил України відповідно до закону можуть залучатися до заходів добування розвідувальної інформації з метою підготовки держави до оборони, підготовки та проведення спеціальних операцій та/або спеціальних дій, забезпечення готовності Збройних Сил України до оборони держави. Сили спеціальних операцій Збройних Сил України здійснюють ведення спеціальної розвідки.

### Десантно-штурмові війська

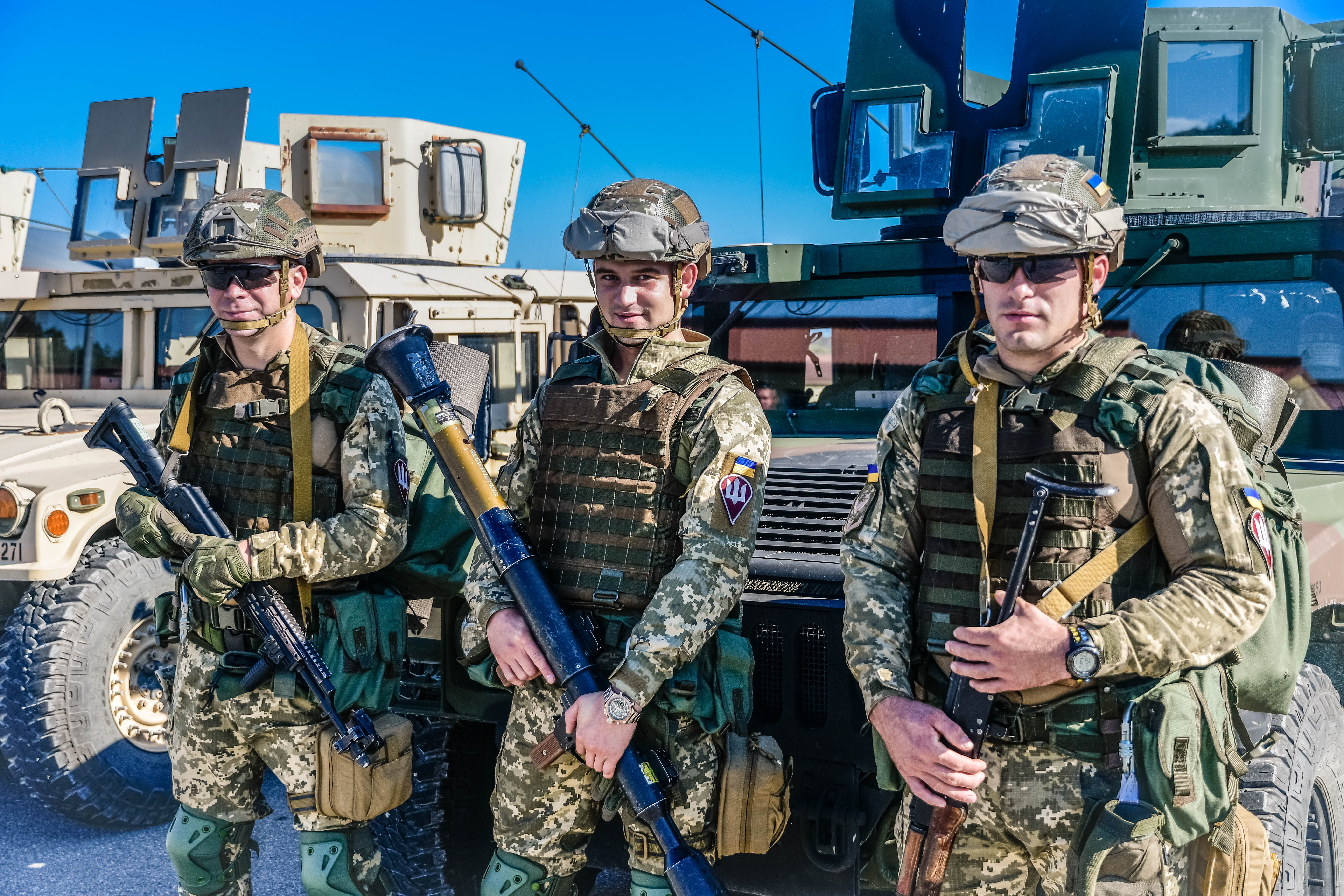
Підрозділ 13-го окремого десантно-штурмового батальйону 95-ї окремої десантно-штурмової бригади Десантно-штурмових військ Збройних Сил України, який бере участь у навчанні «Сейбр Джанкшн-2018»

Високомобільні десантні війська (до липня 2012 року — аеромобільні) — це окремий рід військ, який призначений для вертикального охоплення противника та дій в його тилу, до складу якого входять повітряно-десантні та аеромобільні частини Збройних Сил України.
Вони призначені для виконання бойових завдань (ведення бойових дій), які неможливо виконати (вести) іншими силами та засобами збройної боротьби у тактичному та оперативному тилу ворога. Війська цілеспрямовано готуються для активних бойових дій в тилу противника — дій у ході ведення оборонних (контрнаступальних), спеціальних (антитерористичних) та миротворчих операцій. З'єднання, частини і підрозділи високомобільних десантних військ — діють як повітряний десант та ведуть десантно-штурмові (аеромобільні) дії.
16 червня 2016 року Верховна Рада України дозволила створити сили спеціальних операцій та високомобільні десантні війська. За відповідний законопроєкт проголосували 256 народних депутатів. Законом вносяться зміни до закону про збройні сили України, якими визначається, що до окремих родів військ належать Сили спеціальних операцій Збройних Сил України, Високомобільні десантні війська Збройних Сил України. А вже у жовтні 2017 року командування ВДВ повідомило про затвердження ребрендингу та нової дати професійного свята. Назву змінено на: Десантно-штурмові війська.

### Сили безпілотних систем
Сили безпілотних систем Збройних Cил України — наймолодший рід військ у складі Збройних Сил України, що призначений для використання повітряних, морських надводних і підводних, та наземних безпілотних та роботизованих систем.
Мета Сил безпілотних систем — нарощування спроможностей Збройних Cил України щодо використання безпілотних та роботизованих повітряних, морських і наземних систем та забезпечення готовності до застосування таких систем за призначенням.
25 червня 2024 року президент України Володимир Зеленський підписав Указ, яким затвердив рішення Ради нацбезпеки та оборони України про створення Сил безпілотних систем в Україні.
3 вересня 2024 року Верховна Рада України схвалила створення Сил безпілотних систем (СБС) як окремого роду військ. Відповідний законопроєкт № 11507 підтримали 294 депутати. 16 вересня 2024 року президент України Володимир Зеленський підписав законопроєкт № 11507 про включення Сил безпілотних систем до окремих родів сил Збройних Сил України.

### Сили територіальної оборони
Батальйо́ни територіа́льної оборо́ни (БТрО) в Україні були створені в травні 2014 року в областях України у відповідності з Законом України від 6 грудня 1991 року № 1932-XII «Про оборону України», Законом України від 17 березня 2014 року № 1126-VII «Про затвердження Указу Президента України „Про часткову мобілізацію“» та згідно з Указом Президента України від 2 вересня 2013 року № 471/2013 «Про затвердження Положення про територіальну оборону України». Батальйони ТрО входять до складу Збройних Сил України (ЗСУ) і підпорядковуються Міністерству оборони України, а також головам обласних державних адміністрацій, на території яких вони були сформовані. Голови облдержадміністрацій, як голови рад оборони областей, здійснюють керівництво батальйонами територіальної оборони в обласній зоні ТрО; Головнокомандувач Збройних Сил України, начальник Генерального штабу, командувачі військ оперативних командувань керують підрозділами ТрО у військово-сухопутних зонах відповідальності. Заходи по комплектуванню та по забезпеченню батальйонів матеріально-технічними засобами, озброєнням і військовою технікою проводять обласні військові комісаріати за рахунок коштів обласних бюджетів та благодійників.

### Інші підрозділи

#### Військова служба правопорядку
Військова служба правопорядку — це спеціальне правоохоронне формування у складі Збройних Сил України, підпорядковане Міністерству оборони України. Призначене для забезпечення правопорядку і військової дисципліни серед військовослужбовців та має чисельність не більше 1,5 % чисельності Збройних сил.

#### Медична служба
Станом на кінець 2014 року йде активна підготовка до законодавчого затвердження Військово-медичної доктрини держави.
Провідним військово-медичним закладом України у загальнодержавній системі військових шпиталів-госпіталів є Головний військово-медичний клінічний ордена Червоної Зірки центр «Головний військовий клінічний госпіталь». У зв'язку з бойовими діями на території держави та вичерпної заповненості військово-медичних закладів, 29 травня 2014 року Верховною Радою України прийнято Постанову № 4897 про оперативне нагальне лікування у клінічній лікарні «Феофанія» за рахунок державного бюджету поранених та травмованих військовослужбовців Збройних Сил України.

#### Капеланство

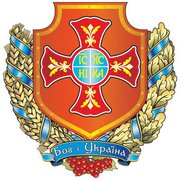
Знак Департаменту капеланів України 2011 року

Після розвалу СРСР колишні республіки та країни Варшавського договору швидко впровадили капеланство. На відміну від них, в Україні цей інститут відроджується поволі. Утворена Рада у справах душпастирської опіки при Міністерстві оборони у 2009 році. З 2011 року існує Концепція душпастирської опіки у Збройних Силах України. У 2013 року Рада з душпастирської опіки при Міноборони затвердила Кодекс військового священника.
Українські капелани підтримували військо під час бойових дій на сході України. Станом на початок 2015 року 1 капелан загинув, а 6 зазнали поранень.
Сформовано Положення про службу військового духовенства (капеланську службу) у Збройних Силах України. З 14 грудня 2015 року в Україні розпочато розгляд законопроєкту інституту капеланів у Збройних Силах України. У 2017 році заплановано укомплектувати військовими священниками-капеланами бойові бригади Сухопутних військ, Повітряних Сил, Військово-Морських Сил та Високомобільних десантних військах, а до кінця року — решту визначених військових частин Збройних Сил України. Національна гвардія першою з військових структур України впровадила службу військового духовенства.
В жовтні 2017 року було оголошено про те, що формування капеланської служби в збройних силах завершується. До кінця року планувалося в складі кожної бригади мати військового капелана, який вестиме душпастирську роботу без урахування особистої приналежності до конкретної конфесії.
У 2018 році капелани вперше взяли участь у військовому параді до Дня Незалежності України в строю з військовослужбовцями.

#### Соціально-психологічна служба
22 квітня 1992 року директивою Міністерства оборони України структура «політруків» була перетворена на загальну структуру соціально-психологічної служби Міністерства оборони України як органу управління. Ця дата започаткувала історію практичної діяльності органів виховної роботи у Збройних Силах України.

## Реформування української армії
Відповідно до Плану заходів з виконання Програми діяльності Кабінету Міністрів України та Стратегії сталого розвитку «Україна-2020» у 2015 році було розроблено нову оборонну політику, що гарантує національну безпеку і обороноздатність України та відновлення національного суверенітету на всій території держави. Вона включає в себе:
- Встановлення щорічних витрат на оборону та правоохоронну діяльність в розмірі до 5 % ВВП, в тому числі видатки на оборону — не менше 3 % ВВП. Централізація закупівель. Розроблення та сприяння прийняттю у новій редакції Закону України «Про державне оборонне замовлення»;
- Реформування всієї системи мобілізаційної підготовки та мобілізації України з урахуванням особливостей збройної агресії в сучасних умовах;
- Відновлення припинених важливих програм розробки перспективних зразків озброєння та військової техніки та затвердження нових програм у цій сфері;
- Перехід до нової функціональної структури Збройних Сил, серед іншого, з урахуванням критерію швидкості реагування на загрози та готовності до виконання завдань та оптимізація системи управління військами з урахуванням цих змін;
- Запровадження кластерного принципу ротації кадрів, перегляд кваліфікаційних вимог та забезпечення чіткого дотримання цих вимог і повна переатестація кадрів, водночас вирішальними мають бути не тільки професійні, а й особистісні якості людини;
- Повний перегляд системи розвідки — від розвідувальних комплектів частин до розвідувальних органів Міноборони;
- Затвердження нового військово-адміністративного поділу України. Відновлення військової інфраструктури, перегляд розташування місць постійної дислокації з'єднань та частин Збройних Сил;
- Поступовий перехід до стандартів НАТО (STANAG);
- Забезпечення функціональної оптимізації (скорочення подвійних і зайвих структур);
- Виведення з підпорядкування Мінінфраструктури Держспецтрансслужби та включення її до складу Збройних Сил;
- Збільшення грошового утримання військовослужбовців шляхом підвищення посадових окладів та окладів за військовим званням. Підвищення престижу військової професії та мотивації на проходження військової служби;
- Реформування та оптимізація системи військової освіти з урахуванням кращих практик країн-членів НАТО, в тому числі реформування системи освіти, що надається на кафедрах військової підготовки цивільних вищих навчальних закладів;
- Оптимізація всіх систем та норм забезпечення, впровадження нових зразків озброєння та військової техніки, перегляд тактики і стратегії з урахуванням вимог сучасності.

Деякі результати реформування у 2014—2018 рр. див. за посиланням.

## Розкрадання та скорочення
7 червня 2018 року Верховна Рада України утворила Тимчасову слідчу комісію для проведення розслідування відомостей щодо фактів розкрадання в Збройних Силах України та підриву обороноздатності держави у період з 2004 по 2017 роки. Відповідну постанову № 8434 підтримали 184 депутати, голосування відбулося 7 червня, наступного дня її підписав Голова Верховної Ради.
Метою комісії є перевірка відомостей про нецільове використання коштів, спрямованих на фінансування Збройних Сил України, незаконний продаж військового майна протягом 2004—2017 років з метою підтвердження або спростування зазначених фактів.

### Основні завдання

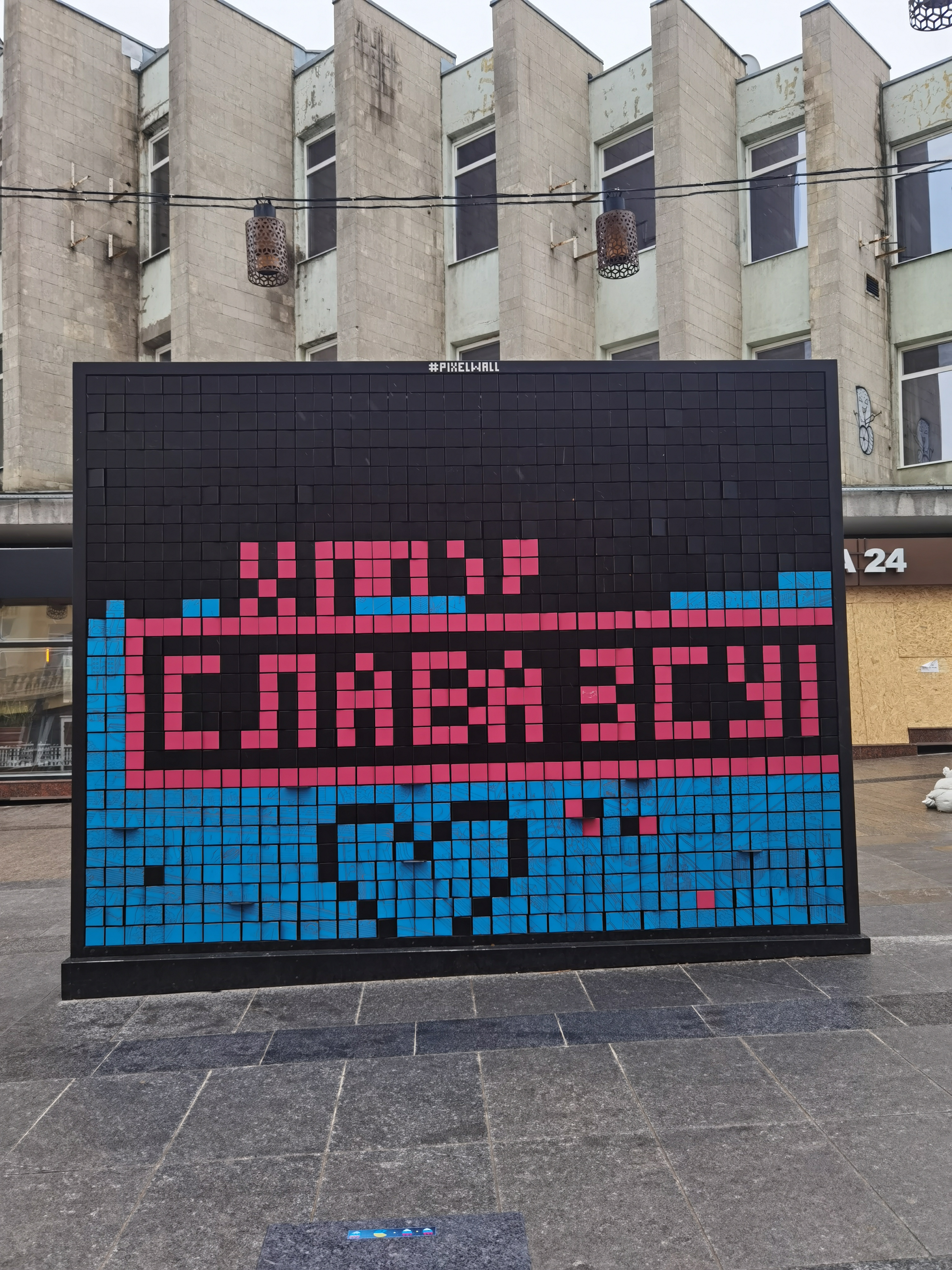
Надпис «Слава ЗСУ» у Дніпрі. Квітень 2022.

- проведення перевірки законності та обґрунтованості переведення військового майна, зокрема техніки, озброєння та боєприпасів, в статус надлишкового військового майна протягом 2004—2017 років;
- проведення перевірки відомостей щодо обґрунтованості вартості відчуження військового майна, зокрема техніки, озброєння та боєприпасів, надлишкового військового майна та інших об'єктів права власності Міністерства оборони та/або Збройних Сил України протягом 2004—2017 років;
- проведення перевірки відомостей щодо обґрунтованості розміру компенсації вартості земельних ділянок, які належали на праві власності МОУ та/або ЗСУ та були відчужені та/або передані під забудову в рамках реалізації інвестиційних проєктів, програм протягом 2004—2017 років;
- проведення перевірки цільового використання коштів, спрямованих на фінансування МОУ, ЗСУ протягом 2004—2017 років, зокрема в частині виконання програм підвищення обороноздатності і безпеки держави та програм розвитку ЗС України;
- встановлення та збір інформації стосовно кола осіб та/або підприємств, установ, організацій та їх посадових осіб, залучених до здійснення діяльності, яка пов'язана із колом питань, для підготовки та попереднього розгляду яких утворено Тимчасову слідчу комісію;
- ініціювання питання про притягнення винних осіб до відповідальності, передбаченої законодавством України.

Комісія складається з 12 осіб, головою обрано народного депутата Івана Вінника (БПП), заступником — народного депутата Дмитра Лінька (РП Олега Ляшка), також до складу комісії обрані народні депутати:
- Олександр Бригинець (БПП)
- Тетяна Ричкова (БПП)
- Юрій Береза (Народний фронт)
- Андрій Тетерук (Народний фронт)
- Пастух Тарас Тимофійович (Самопоміч)
- Крулько Іван Іванович (Батьківщина)
- Юрій Мірошниченко (Опозиційний блок)
- Володимир Зубик (Відродження)
- Ігор Молоток (Воля народу)
- Кишкар Павло Миколайович (від позафракційних)

Термін діяльності комісії та термін подання звіту про виконану роботу на розгляд Верховної Ради України — шість місяців з дня її утворення.

## Військова освіта
Система підготовки військових фахівців України є складовою державної системи освіти.
На початок війни на сході 2014 року, в Україні діяло 6 навчальних центрів для сержантів і солдатів, вони функціонували у скорочених штатних структурах.
Станом на 2018 рік, в Україні діяло 18 військових вищих навчальних закладів, а також військові коледжі, ліцеї та ліцеї з посиленою військово-фізичною підготовкою.[джерело?] При вишах загального профілю діють військові кафедри.
На 2021 рік, підготовка сержантів і солдатів здійснювалася у 10 навчальних центрах, 19 школах підготовки спеціалістів та 3 центрах підготовки сержантського складу. Цього року в українській армії було започатковано функціонування чотирьох шкіл підготовки фахівців — з тактичної медицини, радіоелектронної боротьби, радіоелектронної розвідки та причіпної артилерії. Школи підготовки РЕБ, РЕР з'явилися вперше[уточнити]

## Міжнародне співробітництво

### Збройні сили України та НАТО
- 5-та окрема механізована бригада
  - 51 ОМБ
  - 52 ОМБ
  - 19-й окремий спеціальний батальйон
- 6-та окрема механізована бригада
  - 61 ОМБ
  - 62 ОМБ
  - 63 ОМБ
- 7-ма окрема механізована бригада
  - 72 ОМБ
  - 73 ОМБ
- 11-й окремий інженерний взвод
- 14-й окремий вертолітний загін
- 15-й окремий вертолітний загін (Україна)
- 17-та окрема вертолітна ескадрилія (Україна)
- 18-й окремий вертолітний загін
- 20-й окремий вертолітний загін (Україна)Сьєра Леоне
- 37-ма окрема спеціальна рота
- 56-й окремий вертолітний загін
- 60-й окремий спеціальний батальйон (Україна)
- 64-а окрема спеціальна механізована рота
- 70-та окрема танкова рота (Україна)
- 81-ша тактична група (Україна)
- 92-га окрема аеромобільна рота (Україна)
- 240-й окремий спеціальний батальйон

### Міжнародні операції

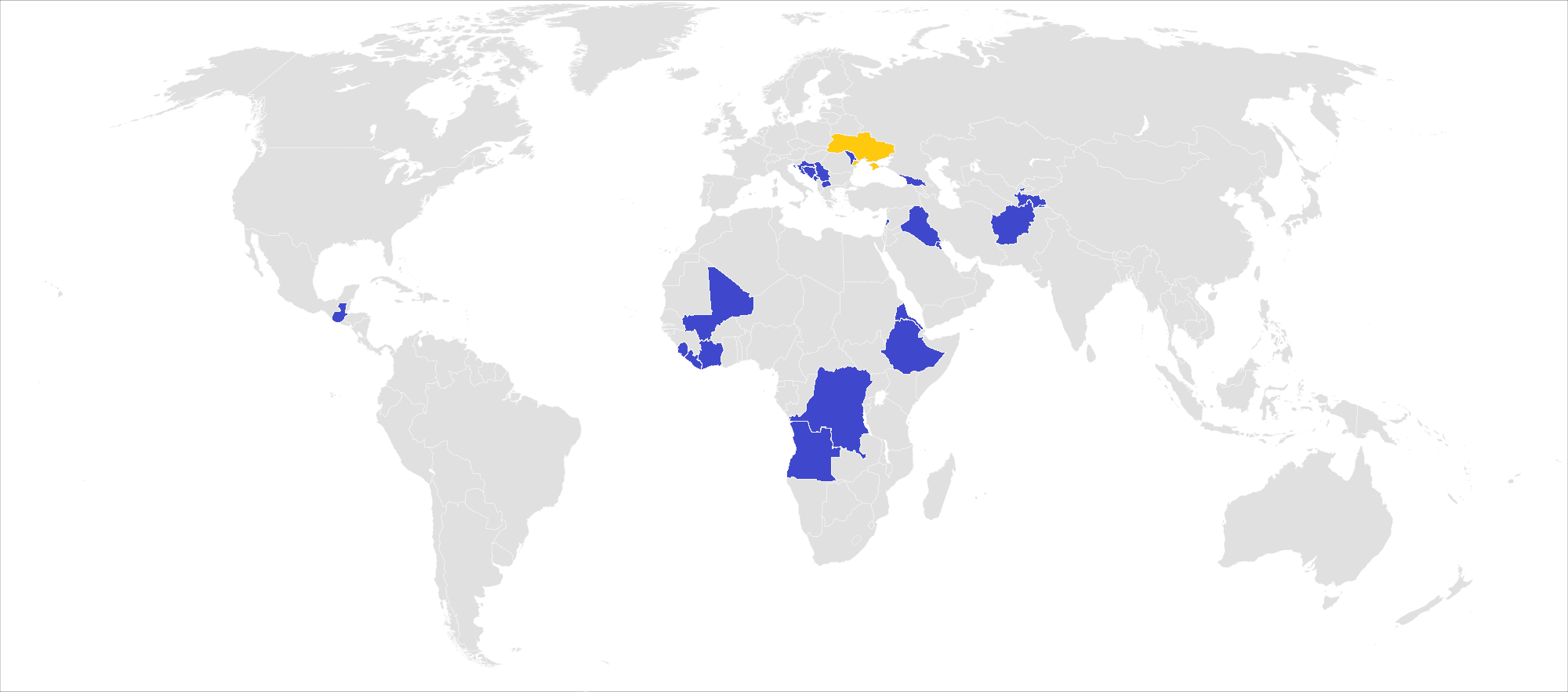
Миротворчі місії України

Участь України у миротворчих операціях розпочалась із затвердженням Верховною Радою України Постанови від 3 липня 1992 року № 2538-XII «Про участь батальйонів Збройних Сил України в Миротворчих силах Організації Об'єднаних Націй у зонах конфліктів на території колишньої Югославії».

#### Балканський півострів

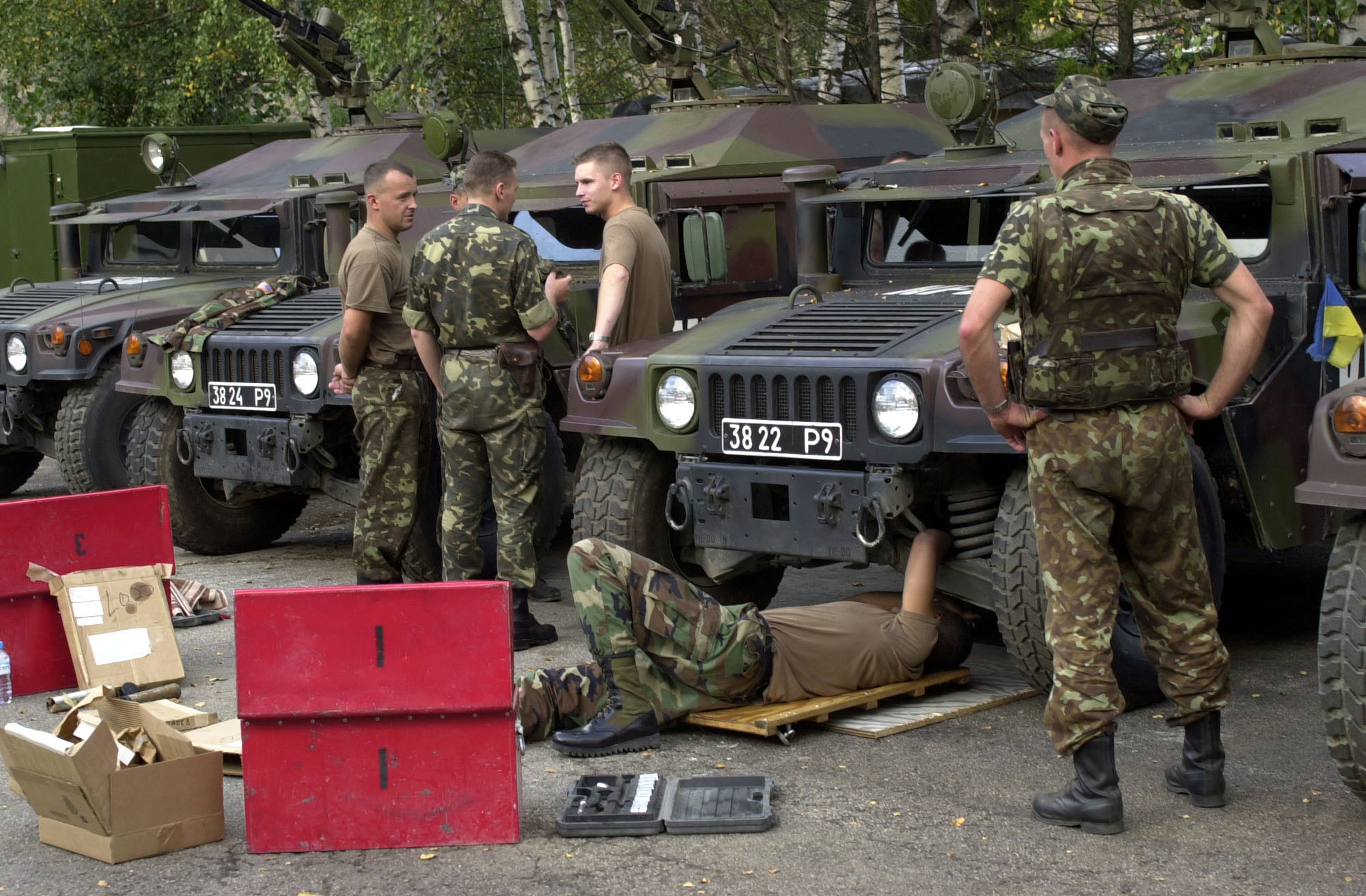
Українські миротворці спеціального батальйону

З прибуттям в липні 1992 року 240 окремого спеціального батальйону (УКРБАТ-1) до Сараєво, Боснія і Герцеговина, його підрозділи були неодноразово атаковані ворогуючими сторонами. Бойова діяльність українських миротворців здійснювалася з застосуванням штатної зброї у відповідь на напади місцевих збройних формувань для деблокування позицій батальйону, знищення снайперів, та забезпечення евакуації поранених та тіл загиблих.
19 квітня 1994 року на Балкани прибув 60-й окремий спеціальний батальйон Збройних Сил України (УКРБАТ-2), який 24 квітня 1994 року разом з опергрупою 240 осіб, підрозділами збройних сил Великої Британії, Франції, Норвегії, Росії та Єгипту увійшов до зони активних бойових дій між сербськими та мусульманськими підрозділами в анклаві Горажде. Нападу з обох сторін зазнала 1 спеціальна рота із 60 осіб.
На початку червня 1994 року підрозділ було перекинуто з Горажде до Гліна, Хорватія, де він вів безпосередні бойові дії з метою захисту позицій батальйону та зони безпеки ООН в анклаві Бихач. У вересні 1994 року 11 та 12 спостережні пункти зі складу 1-ї спеціальної роти батальйону зазнали нападу з боку підрозділів «Баня Лукського» корпусу армії боснійських сербів, загону спеціального призначення «Маузер» Ратко Младича та 505-ї бригади 5-го Армійського корпусу Армії Боснії і Герцеговини. Особовий склад 11 пункту був захоплений у заручники боснійськими сербами, а 12 — протягом тижня перебував в зоні активних бойових дій підрозділів Армії Боснії та Герцеговини та бригад зі складу боснійсько-сербської армії та армії Сербської Країни. Зазнав важких поранень один український військовослужбовець, позицію підрозділу було знищено сторонами.
В липні 1995 року штаб української роти у н. п. Вітковічі в анклаві Горажде було атаковано батальйонами мусульманської бригади «Горажде», з метою примушення українського підрозділу віддати важку зброю та бронетехніку. Позиції роти обстрілювалися з мінометів, безвідкатних гармат, гранатометів, важкої та стрілецької зброї. Протягом декількох годин українська рота вела бій проти переважаючих за чисельністю мусульманських підрозділів, в ході бою важкі поранення отримали декілька українських миротворців. Британський батальйон, який знаходився у Горажде, проігнорував напад на український підрозділ та не надав будь-якої підтримки.
В липні 1995 року в анклаві Жепа підрозділ з 79 українських миротворців було атаковано боснійсько-сербським корпусом «Дріна» та мусульманськими підрозділами «Жепа». Незважаючи на відсутність підтримки з боку ООН та НАТО, ігноруючи погрози й наказ Младіча відповідно до таємної директиви Радована Караджича про знищення миротворців та цивільного населення Жепи, в результаті операції українці врятували більше дев'яти тисяч осіб цивільного населення Жепи та біженців, що втекли зі Сребрениці (де нідерландський батальйон у складі 650 осіб не зміг виконати завдання, через що сербські підрозділи вбили там більше дев'яти тисяч мирних жителів).

#### Близький Схід

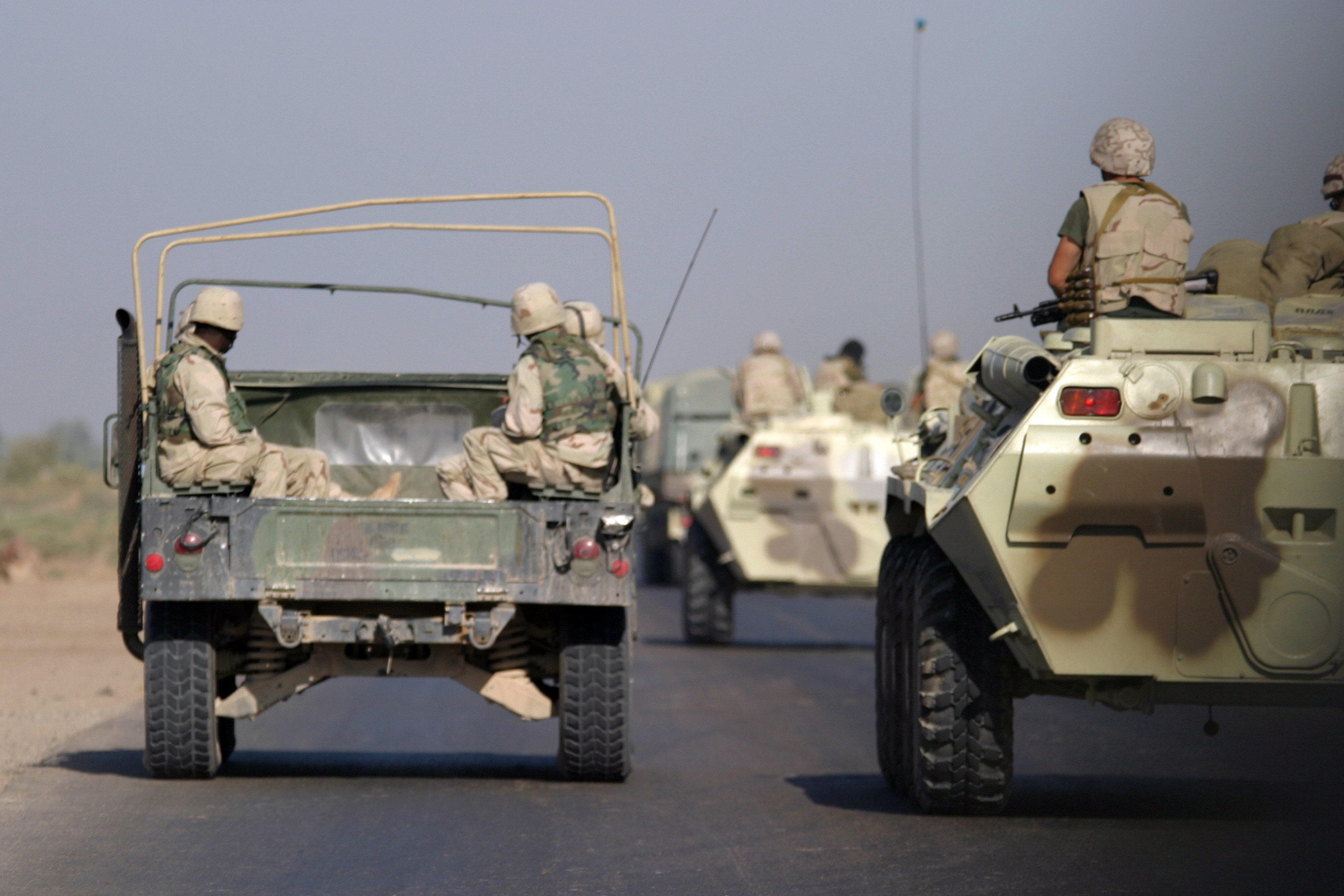
Українські військові спільно з бійцями Корпусу морської піхоти США здійснюють патрулювання під час Війни в Іраку

Українська місія в Іраку в складі коаліційних військ під проводом США тривала з 11 серпня 2003 року по 9 грудня 2008 року. Перший бій регулярного підрозділу Збройних Сил України стався 6 квітня 2004 року в місті Ель-Кут (Ірак), коли українське миротворче з'єднання було атаковане бойовиками «Армії Магді». Українці прийняли бій і протягом кількох годин утримували доручені під їхню охорону об'єкти. Втрати українських військових становлять один загиблий та шестеро легкопоранених.

## Професійні військові свята
- 14 лютого — День військ радіаційного, хімічного, біологічного захисту;
- 25 лютого — День інженерно-авіаційної служби авіації ЗСУ;
- 28 лютого — День штурманської служби авіації Збройних сил України
- 6 травня — День Піхоти;
- 18 травня — День Резервіста;[119][120]
- 23 травня — День морської піхоти України;
- 3 липня — День Зенітних ракетних військ Повітряних сил Збройних Сил України;
- Перша неділя липня — День Військово-морських сил Збройних сил України;
- 15 липня — День українських миротворців;
- 29 липня — День Сил спеціальних операцій Збройних сил України[121]
- Перша неділя серпня — День Повітряних Сил Збройних Сил України;
- 8 серпня — День військ зв'язку України;
- 7 вересня — День воєнної розвідки;
- 9 вересня — День танкістів;
- 14 вересня — День мобілізаційного працівника;
- 1 жовтня — День захисника України;
- 3 листопада — День ракетних військ та артилерії;
- 3 листопада — День інженерних військ;
- 18 листопада — День Сержанта;[119][122]
- 21 листопада — День десантно-штурмових військ;
- 30 листопада — День радіотехнічних військ Повітряних Сил Збройних Сил України;
- 6 грудня — День Збройних сил України;
- 12 грудня — День Сухопутних військ України;
- 24 грудня — День працівників військових представництв Міністерства оборони України.

## Відзначення

### В нумізматиці

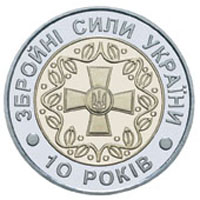
10 років Збройним силам України

Національний банк України присвятив Збройним силам України низку ювілейних і пам'ятних монет, першою з яких є монета «10-річчя Збройних Сил України» номіналом 5 гривень, випущена 29 листопада 2001 року, яка входить до серії монет «Відродження української державності».
2015 року була започаткована серія «Збройні Сили України».

## Зауваження
1. ↑  В цей день на нараді військових київського гарнізону було створено першу військову організацію — Український військовий клуб імені гетьмана Павла Полуботка. Головним завданням організації визначалось «згуртування всіх вояків-українців до негайної організації національної армії, яко могутньої своєї мілітарної сили, без якої не можна й помислити про здобуття повної волі України».